# Microprofessor III
| QS-Informatik | Dieser Artikel wurde wegen inhaltlicher Mängel auf der Qualitätssicherungsseite der Redaktion Informatik eingetragen. Dies geschieht, um die Qualität der Artikel aus dem Themengebiet Informatik auf ein akzeptables Niveau zu bringen. Hilf mit, die inhaltlichen Mängel dieses Artikels zu beseitigen, und beteilige dich an der Diskussion! (+) Begründung: Überarbeitung notwendig: Fließtext, Belege. Knurrikowski (Diskussion) 14:49, 11. Apr. 2016 (CEST) |

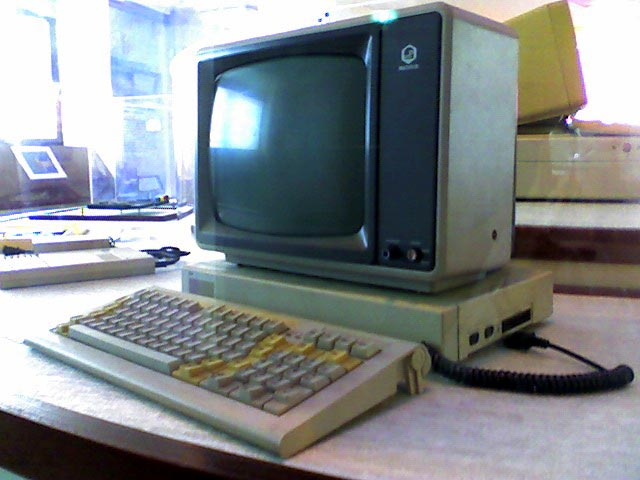
MPF-III

Der Microprofessor III (MPF III) ist ein Heimcomputer, der im Jahre 1983 von der Firma Multitech (heute Acer) auf den Markt gebracht wurde. Es handelt sich dabei auch um einen Apple-Klon des Apple-IIe-Computers. Im Gegensatz zu den ersten zwei Computern der Firma war dieser Rechner vom IBM PC beeinflusst. Wegen zusätzlicher Funktionen im ROM und bei der Grafik war der Rechner nicht vollständig kompatibel mit dem Apple IIe.
Eine der Besonderheiten des MPF III war sein Chinese BASIC, eine chinesische Variante der Programmiersprache BASIC, die auf Applesoft BASIC basierte.
Der Rechner war zusätzlich mit einer Z80-Karte ausgestattet. Damit konnte man das Betriebssystem CP/M laufen lassen.

## Technik
- CPU: MOS Technology 6502, 1 MHz
- RAM: 64 KB dynamisches RAM und 2 KB statisches RAM
- ROM: 24 KB, mit MBASIC (MPF-III BASIC), Monitor, Sound, Display, Druckerprogramm und Treibern
- Betriebssystem: DOS 3.3 oder ProDOS
- Textmodus: 40 × 24, 80 × 24 (mit 80 Zeichen-Karte)
- Grafikmodus: 40 × 48 (16 Farben), 280 × 192 (6 Farben)
- Keyboard: 90 Tasten mit Zahlenblock

## Vorgänger
- Microprofessor I (1981)
- Microprofessor II (1982)